# Piridazină
Piridazina este un compus heterociclic care conține doi atomi de azot într-un nucleu de șase atomi, având formula (CH)4N2. Este un compus aromatic. Este izomer cu pirimidina și pirazina.

## Obținere
Piridazina a fost preparată de către Emil Fischer în urma reacției de condensare dintre fenilhidrazină și acid levulinic.